# ドリー (フォーレ)
『ドリー』（Dolly）作品56は、ガブリエル・フォーレが作曲したピアノ連弾のための6曲からなる組曲。

## 作曲の経緯
フォーレが妻のマリーを通じて親しくなった銀行家の娘エンマ・バルダック（後年のドビュッシー夫人）の娘で、1892年に生まれたエレーヌの誕生日祝いに書かれた曲を中心に編まれた。各曲の成立年度については解説を参照。タイトルの「ドリー」というのはエレーヌの愛称であり、フォーレはこの曲集をエレーヌに献呈している。
1898年にアルフレッド・コルトーとエドゥアール・リスラーの連弾によって初演され、翌年には初演者コルトーの手によるピアノ独奏版が、1906年にはアンリ・ラボーによる管弦楽編曲版が出版され、原曲に加え編曲版も有名になっている。
なお、フォーレとエンマの関係は友人と言うよりも愛人関係だったらしく、実はエレーヌもフォーレの子ではないかという説も強く語られている。

## 概要
6つの曲で構成されている。
第1曲 子守歌（Berceuse）
1893年に書かれたらしく、この曲のみ先行して1894年に単独で出版されている。
ホ長調。ゆりかごのような分散和音の上に優しい主題が歌われる。
第2曲 ミ・ア・ウ（mi-a-ou）
1894年にエレーヌの2歳を祝う作品として作曲された。フォーレが元々与えたタイトルは「メシュー・アウル（Messieu Aoul!)」で、エレーヌが兄のラウルを呼ぶ幼児言葉だったのだが、出版社の勘違いで猫の鳴き声を示すこの名前になってしまったとされる。
ヘ長調。リズミカルなワルツ。出版社の勘違いも無理もないような、まるで猫が飛び回っているかのような感も与える。
第3曲 ドリーの庭（Le jardin de Dolly）
1895年作曲。エレーヌ3歳の誕生日に贈られた。
ホ長調。穏やかで、フォーレ特有の巧みな転調を用いている。何故か自作のヴァイオリン・ソナタ第1番から最終楽章の主題が引用されている。
第4曲 キティー・ヴァルス（Kitty-valse）
1896年作曲。エレーヌ4歳の誕生日に贈られた。これも出版社がタイトルを勘違いしており、フォーレが元々与えたタイトルは「ケティ・ヴァルス（Ketty Valse）」。
変ホ長調。ケティとはラウルの飼い犬で、第2曲のリズミカルな印象とは対照的な穏やかで流れるようなワルツ。
第5曲 優しさ（Tendresse）
1896年作曲。変ニ長調。次第に高揚していくような瞑想的な主題とその再現部が、輪唱を含む律動的な中間部を挟んでいる。
第6曲 スペインの踊り（Le pas espagnol）
1897年作曲。ヘ長調。前曲から打って変わって華やかさあふれる華麗な終曲。